# Briefmarken-Jahrgang 1978 der Deutschen Post der DDR
Der Briefmarken-Jahrgang 1978 der Deutschen Post der Deutschen Demokratischen Republik umfasste 67 einzelne Sondermarken, zwei Briefmarkenblocks mit jeweils einer Sondermarke und zwei Kleinbogen mit zusammen 12 Sondermarken. Zwanzig Briefmarken wurden zusammenhängend gedruckt; dabei gab es drei Paare mit innenliegendem Zierfeld. Dauermarken wurden in diesem Jahrgang nicht ausgegeben. Insgesamt gab es 101 unterschiedliche Ausgaben.
Alle Briefmarken-Ausgaben seit 1964 sowie die 2-Mark-Werte der Dauermarkenserie Präsident Wilhelm Pieck und die bereits seit 1961 erschienene Dauermarkenserie Staatsratsvorsitzender Walter Ulbricht waren ursprünglich unbegrenzt frankaturgültig. Mit der Wiedervereinigung verloren alle Marken nach dem 2. Oktober 1990 ihre Gültigkeit.
Dauermarken wurden in diesem Jahrgang nicht ausgegeben.

## Liste der Ausgaben und Motive
Legende
- Bild: Eine bearbeitete Abbildung der genannten Marke. Das Verhältnis der Größe der Briefmarken zueinander ist in diesem Artikel annähernd maßstabsgerecht dargestellt. Sollten keine Marken abgebildet sein, liegt es daran, dass das Urheberrecht des Künstlers noch nicht erloschen ist.
- Beschreibung: Eine Kurzbeschreibung des Motivs und/oder des Ausgabegrundes. Bei ausgegebenen Serien oder Blocks werden die zusammengehörigen Beschreibungen mit einer Markierung versehen eingerückt.
- Wert: Der Frankaturwert der einzelnen Marke in Pfennig. Ein „+“ bedeutet, dass es sich um eine Zuschlagsmarke handelt (= Frankaturwert + Spende).
- Ausgabedatum: Das Datum des erstmaligen Verkaufs dieser Briefmarke.
- Auflage: Soweit bekannt, wird hier die zum Verkauf angebotene Anzahl dieser Ausgabe angegeben.
- Entwurf: Soweit bekannt, wird hier angegeben, von wem der Entwurf dieser Marke stammt.
- Mi.-Nr.: Diese Briefmarke wird im Michel-Katalog unter der entsprechenden Nummer gelistet.

| Sondermarken | |      |                       |            |                                    |         |
| Bild         | Beschreibung | Wert | Ausgabe- datum (1978) | Auflage    | Entwurf                            | Mi.-Nr. |
|              | Arzneipflanzen - Hagebutten der Heckenrose (Rosa canina) | 10   | 10. Januar            | 15.000.000 | Heise                              | 2287    |
|              | - Blätter der Hängebirke (Betula pendula) | 15   | 10. Januar            | 4.500.000  | Heise                              | 2288    |
|              | - Blüten der echten Kamille (Matricaria chamomilla) | 20   | 10. Januar            | 8.000.000  | Heise                              | 2289    |
|              | - Blätter des Huflattichs (Tussilago farfara) | 25   | 10. Januar            | 5.000.000  | Heise                              | 2290    |
|              | - Blüten der Sommerlinde (Tilia platyphyllos) | 35   | 10. Januar            | 4.500.000  | Heise                              | 2291    |
|              | - Blüten des Schwarzen Holunders (Sambucus nigra) | 50   | 10. Januar            | 2.100.000  | Heise                              | 2292    |
|              | 5. Todestag von Amílcar Cabral A. Cabral, Freiheitskämpfer aus Guinea-Bissau | 20   | 17. Januar            | 8.000.000  | Lothar Grünewald                   | 2293    |
|              | Fachwerkbauten (I) - Rathaus Suhl-Heinrichs (Henneberger Fachwerk) | 10   | 24. Januar            | 15.000.000 | Lothar Grünewald                   | 2294    |
|              | - Bauernhaus Niederoderwitz (Umgebindehaus) (18. Jh.) | 20   | 24. Januar            | 8.000.000  | Lothar Grünewald                   | 2295    |
|              | - Bauernhaus, Strassen (Niederdeutsch), (17. Jh.) | 25   | 24. Januar            | 5.000.000  | Lothar Grünewald                   | 2296    |
|              | - Bürgerhaus, Quedlinburg (Klopstockhaus) (17. Jh.) | 35   | 24. Januar            | 4.500.000  | Lothar Grünewald                   | 2297    |
|              | - Bürgerhaus, Eisenach (Lutherhaus) (17. Jh.) | 40   | 24. Januar            | 2.100.000  | Lothar Grünewald                   | 2298    |
|              | Posttransport früher und heute Diese und die folgenden drei Marken wurden als Zusammendruck in Viererblockanordnung ausgegeben: - Postfahrzeug (1921).                                                           | 10   | 9. Februar            | 2.100.000  | Hans Detlefsen                     | 2299    |
|              | - Postfahrzeug (1978). | 20   | 9. Februar            | 2.100.000  | Hans Detlefsen                     | 2300    |
|              | - Bahnpostwagen (1896) | 25   | 9. Februar            | 2.100.000  | Hans Detlefsen                     | 2301    |
|              | - Bahnpostwagen (1978). | 35   | 9. Februar            | 2.100.000  | Hans Detlefsen                     | 2302    |
|              | Kostbarkeiten von slawischen Stätten - Ohrgehänge (Silber) (11. Jh.) | 10   | 21. Februar           | 15.000.000 | Bobbe                              | 2303    |
|              | - Ohrring (Silber), Bodelwitz (10. Jh.) | 20   | 21. Februar           | 8.000.000  | Bobbe                              | 2304    |
|              | - Beschlag einer Schwertscheide (Bronze), Nimschütz (10. Jh.) | 25   | 21. Februar           | 5.000.000  | Bobbe                              | 2305    |
|              | - Pferd (Kleinplastik aus Bronze), Brandenburg (12. Jh.) | 35   | 21. Februar           | 4.500.000  | Bobbe                              | 2306    |
|              | - Arabische Silbermünze (Halbdirham), Ralswiek (781) | 70   | 21. Februar           | 2.100.000  | Bobbe                              | 2307    |
|              | Leipziger Frühjahrsmesse - Königshaus am Markt, Leipzig | 10   | 7. März               | 8.000.000  | Paul Reißmüller                    | 2308    |
|              | - Universalmesskammer „UMK 10/1318“, Firmenzeichen des VEB Carl Zeiss Jena | 25   | 7. März               | 4.500.000  | Paul Reißmüller                    | 2309    |
|              | Interkosmosprogramm - Meteorologische Rakete „M 100“ (Atmosphärenphysik) | 10   | 21. März              | 8.000.000  | Jochen Bertholdt                   | 2310    |
|              | - Satellit Interkosmos 1 (Kosmische Physik) | 20   | 21. März              | 8.000.000  | Jochen Bertholdt                   | 2311    |
|              | - Satellit Meteor mit Infrarot-Fourier-Spektrometer (Kosmische Meteorologie) | 35   | 21. März              | 5.000.000  | Jochen Bertholdt                   | 2312    |
|              | Diese Marke wurde als Briefmarkenblock ausgegeben: - Fernerkundung der Erde mit Multispektralkamera MKF-6 | 1 M  | 21. März              | 2.100.000  | Jochen Bertholdt                   | 2313    |
|              | 200. Jahrestag der Gründung der ersten staatlichen Bildungseinrichtung für Gehörlose - Samuel Heinicke, Taubstummenlehrer, Begründer der Bildungseinrichtung; Leipzig um 1800                                    | 20   | 4. April              | 8.000.000  | Joachim Rieß                       | 2314    |
|              | - Buchstaben a, b und c des Daktylalphabets, Schüler mit elektroakustischer Hörhilfe | 25   | 4. April              | 2.100.000  | Joachim Rieß                       | 2315    |
|              | Weltfernmeldetag - Fernseh- und Richtfunkturm, Dequede, Tonübertragungswagen FZ 34 | 10   | 25. April             | 15.000.000 | Jochen Bertholdt                   | 2316    |
|              | - Fernseh- und UKW-Turm Dresden, Richtfunkleitstelle im Fernseh- und UKW-Turm Berlin | 20   | 25. April             | 8.000.000  | Jochen Bertholdt                   | 2317    |
|              | Paradetrachten aus dem Bergbau und Hüttenwesen - Sächsischer Bergmann | 10   | 9. Mai                | 15.000.000 | Ekkehart Haller                    | 2318    |
|              | - Freiberger Hüttenmann | 20   | 9. Mai                | 8.000.000  | Ekkehart Haller                    | 2319    |
|              | - Bergakademist | 25   | 9. Mai                | 5.000.000  | Ekkehart Haller                    | 2320    |
|              | - Oberberghauptmann | 35   | 9. Mai                | 2.100.000  | Ekkehart Haller                    | 2321    |
|              | 100 Jahre Zoologischer Garten Leipzig: Junge Raubkatzen - Löwe (Panthera leo) | 10   | 23. Mai               | 15.000.000 | Heise und Lissmann                 | 2322    |
|              | - Leopard (Panthera pardus) | 20   | 23. Mai               | 8.000.000  | Heise und Lissmann                 | 2323    |
|              | - Sibirischer Tiger (Panthera tigris altaica) | 35   | 23. Mai               | 5.000.000  | Heise und Lissmann                 | 2324    |
|              | - Irbis (Uncia uncia) | 50   | 23. Mai               | 2.100.000  | Heise und Lissmann                 | 2325    |
|              | Containertransport - Beladen eines Großcontainers mit einem Gabelstapler | 10   | 13. Juni              | 15.000.000 | Detlef Glinski                     | 2326    |
|              | - Umsetzen eines Containers auf einen Sattelschlepper vom Typ LIAZ | 20   | 13. Juni              | 8.000.000  | Detlef Glinski                     | 2327    |
|              | - Großcontainer-Umschlagbahnhof mit zwei Diesellokomotiven der Baureihen 118 und 110 und einer Laufkatze | 35   | 13. Juni              | 4.500.000  | Detlef Glinski                     | 2328    |
|              | - Umsetzen auf Überseefrachter „Boltenhagen“ | 70   | 13. Juni              | 2.100.000  | Detlef Glinski                     | 2329    |
|              | Altafrikanische Kunstschätze in Museen der DDR - Rinderfigur, Ton (1. Hälfte de 2. Jh. v. Chr.) | 5    | 20. Juni              | 5.000.000  | Manfred Gottschall                 | 2330    |
|              | - Frauenkopf, Ton (1. Hälfte de 2. Jh. v. Chr.) | 10   | 20. Juni              | 8.000.000  | Manfred Gottschall                 | 2331    |
|              | - Oberarmreif, Gold mit Glasfluss (1. Jh. v. Chr.) | 20   | 20. Juni              | 8.000.000  | Manfred Gottschall                 | 2332    |
|              | - Schild eines Ringes, (1. Jh. v. Chr.) | 25   | 20. Juni              | 4.500.000  | Manfred Gottschall                 | 2333    |
|              | - Platte eines Siegelringes, Gold (1. Jh. v. Chr.) | 35   | 20. Juni              | 4.500.000  | Manfred Gottschall                 | 2334    |
|              | - Halsschmuck, Halbedelstein/Fayence (1. Jh. v. Chr.) | 40   | 20. Juni              | 2.100.000  | Manfred Gottschall                 | 2335    |
|              | Bedeutende Persönlichkeiten (VI) - Justus von Liebig (1803–1873), Chemiker und Naturforscher, im Hintergrund Symbole der Agrikulturchemie                                                                        | 5    | 18. Juli              | 5.000.000  | Gerhard Stauf                      | 2336    |
|              | - Joseph Dietzgen (1828–1888), Philosoph, im Hintergrund Buchtitel | 10   | 18. Juli              | 15.000.000 | Gerhard Stauf                      | 2337    |
|              | - Alfred Döblin (1878–1957), Schriftsteller, im Hintergrund Buchtitel | 15   | 18. Juli              | 4.500.000  | Gerhard Stauf                      | 2338    |
|              | - Hans Loch (1898–1960), Politiker, im Hintergrund Namenszug | 20   | 18. Juli              | 8.000.000  | Gerhard Stauf                      | 2339    |
|              | - Theodor Brugsch (1878–1963), Internist, im Hintergrund Schnittzeichnung eines Menschen und EKG | 25   | 18. Juli              | 5.000.000  | Gerhard Stauf                      | 2340    |
|              | - Friedrich Ludwig Jahn (1778–1852), Begründer der deutschen Turnbewegung, im Hintergrund Turner | 35   | 18. Juli              | 4.500.000  | Gerhard Stauf                      | 2341    |
|              | - Albrecht von Graefe (1828–1870), Augenarzt, im Hintergrund Instrumente der Augenheilkunde | 70   | 18. Juli              | 2.100.000  | Gerhard Stauf                      | 2342    |
|              | 5. Briefmarkenausstellung der Jugend, Cottbus Diese und die folgende Marke wurden als Zusammendruck mit einem dazwischenliegenden Zierfeld ausgegeben: - Cottbus um 1730.                                        | 10+5 | 18. Juli              | 3.000.000  | Joachim Rieß                       | 2343    |
|              | - Historische und neuzeitliche Gebäude in Cottbus | 20   | 18. Juli              | 3.000.000  | Joachim Rieß                       | 2344    |
|              | Weltfestspiele der Jugend und Studenten, Havanna Diese und die folgende Marke wurden als Zusammendruck mit einem dazwischenliegenden Zierfeld ausgegeben: - Festivalblume, Bauwerke in Havanna                   | 20   | 25. Juli              | 3.000.000  | Manfred Gottschall                 | 2345    |
|              | - Festivalblume, Bauwerke in Berlin | 35   | 25. Juli              | 3.000.000  | Manfred Gottschall                 | 2346    |
|              | Kupferstichkabinett der Staatlichen Museen Berlin: Zeichnungen Diese und die folgenden fünf Marken wurden zusammen als Kleinbogen ausgegeben: - „Landsknecht mit geschulterter Hellebarde“; von Hans Schäufelein | 10   | 25. Juli              | 2.100.000  | Horst Naumann                      | 2347    |
|              | - „Studie einer Briefleserin“; von Jean-Antoine Watteau | 20   | 25. Juli              | 2.100.000  | Horst Naumann                      | 2348    |
|              | - „Sitzender Knabe“; von Gabriel Metsu | 25   | 25. Juli              | 2.100.000  | Horst Naumann                      | 2349    |
|              | - „Sitzender junger Mann, Brot schneidend“; von Cornelis Saftleven | 30   | 25. Juli              | 2.100.000  | Horst Naumann                      | 2350    |
|              | - „Heiliger Antonius in der Landschaft“; von Matthias Grünewald | 35   | 25. Juli              | 2.100.000  | Horst Naumann                      | 2351    |
|              | - „Sitzender Mann im Lehnstuhl“; von Abraham von Diepenbeeck | 50   | 25. Juli              | 2.100.000  | Horst Naumann                      | 2352    |
|              | Leipziger Herbstmesse - IFA-Kleintransporter „Multicar M 25“ | 10   | 29. August            | 8.000.000  | Jochen Bertholdt                   | 2353    |
|              | - Messehaus „Drei Könige“, Petersstraße, Leipzig | 25   | 29. August            | 4.500.000  | Jochen Bertholdt                   | 2354    |
|              | Gemeinsamer Weltraumflug UdSSR-DDR (I) Raumschiff Sojus 31, Interkosmos-Symbol, Emblem des ersten gemeinsamen Weltraumfluges                                                                                     | 20   | 4. September          | 8.000.000  | Jochen Bertholdt                   | 2355    |
|              | Internationale Mahn- und Gedenkstätten: Denkmal der DDR in der Mahn- und Gedenkstätte Mauthausen, Österreich von Fritz Cremer „O Deutschland bleiche Mutter“ (Bertolt Brecht)                                    | 35   | 5. September          | 3.500.000  | Lothar Grünewald                   | 2356    |
|              | 25 Jahre Kampfgruppen Diese und die folgende Marke wurden als Zusammendruck mit einem dazwischenliegenden Zierfeld ausgegeben: - Kampfgruppeneinheit, Traktor, Industrieanlagen                                  | 20   | 19. September         | 3.000.000  | Manfred König und Robert Diedrichs | 2357    |
|              | - Soldaten der Sowjetarmee, der NVA und Mitglieder der Kampfgruppen, Kämpfer des Roten Frontkämpferbundes (RFB)                                                                                                  | 35   | 19. September         | 3.000.000  | Manfred König und Robert Diedrichs | 2358    |
|              | Gemeinsamer Weltraumflug UdSSR-DDR (II) - Raumschiff Sojus 22, Multispektralkamera MKF-6M | 5    | 21. September         | 5.000.000  | Jochen Bertholdt                   | 2359    |
|              | - Albert Einstein (1879–1955), deutsch-amerikanischer Physiker, Raumschiff Sojus 31 | 10   | 21. September         | 15.000.000 | Jochen Bertholdt                   | 2360    |
|              | - Sigmund Jähn, erster deutscher Kosmonaut | 20   | 21. September         | 8.000.000  | Detlef Glinski                     | 2361    |
|              | - Otto Lilienthal (1848–1896), Ingenieur und Flugpionier; Orbitalstation Saljut mit angekoppeltem Raumschiff Sojus                                                                                               | 35   | 21. September         | 4.000.000  | Jochen Bertholdt                   | 2362    |
|              | Diese Marke wurde als Briefmarkenblock ausgegeben: - Kosmonauten Waleri Bykowski und Sigmund Jähn, Orbitalkomplex, Interkosmos-Emblem, Emblem des ersten gemeinsamen Weltraumfluges                              | 1 M  | 21. September         | 2.000.000  | Jochen Bertholdt                   | 2363    |
|              | Zirkuskunst in der DDR (I) Die folgenden vier Marken wurden als Zusammendruck in Viererblockanordnung ausgegeben: - Pyramide mit 7 Artisten                                                                      | 5    | 26. September         | 3.000.000  | Lothar Grünewald                   | 2364    |
|              | - Elefant auf Dreirad | 10   | 26. September         | 3.000.000  | Lothar Grünewald                   | 2365    |
|              | - Pferdedressur | 20   | 26. September         | 3.000.000  | Lothar Grünewald                   | 2366    |
|              | - Eisbärendressur | 35   | 26. September         | 3.000.000  | Lothar Grünewald                   | 2367    |
|              | Zentrales Jugendobjekt „Drushba-Trasse“ Verlegen eines Rohrstückes, Ehrenabzeichen „Erbauer der Druschba-Trasse“                                                                                                 | 20   | 3. Oktober            | 8.000.000  | Paul Reißmüller                    | 2368    |
|              | Internationales Jahr gegen Rassismus Afrikaner hinter Stacheldraht | 20   | 3. Oktober            | 8.000.000  | Hans Detlefsen                     | 2369    |
|              | 250 Jahre Staatliche Wissenschaftliche Museen Dresden Museum für Tierkunde Dresden - Ritter- oder Segelfalter (Papilio hahneli)                                                                                  | 10   | 24. Oktober           | 15.000.000 | Hilmar Zill                        | 2370    |
|              | Museum für Tierkunde Dresden - Turkestan-Agame (Agama lehmanni) | 20   | 24. Oktober           | 8.000.000  | Hilmar Zill                        | 2371    |
|              | Museum für Mineralogie und Geologie Dresden - Achat (Fundort Wiederau, Kreis Rochlitz) | 25   | 24. Oktober           | 5.000.000  | Hilmar Zill                        | 2372    |
|              | Museum für Mineralogie und Geologie Dresden - Fossiler Froschlurch (Palaeobatrachus diluvianus) aus dem Polierschiefer von Seifhennersdorf                                                                       | 35   | 24. Oktober           | 4.500.000  | Hilmar Zill                        | 2373    |
|              | Mathematisch-Physikalischer Salon - Augsburger Stutzuhr (1710) | 40   | 24. Oktober           | 4.500.000  | Hilmar Zill                        | 2374    |
|              | Mathematisch-Physikalischer Salon - Gregorianisches Tisch-Spiegelteleskop (Löser-Werkstatt von Schloß Reinharz, um 1750)                                                                                         | 50   | 24. Oktober           | 2.100.000  | Hilmar Zill                        | 2375    |
|              | Jagdwaffen aus Suhl Die Marken 2376, 2378 und 2380 wurden als Zusammendruck senkrecht untereinander ausgegeben: - Radschloßgewehr (1630)                                                                         | 5    | 21. November          | 3.060.000  | Lothar Grünewald                   | 2376    |
|              | Die Marken 2377, 2379 und 2381 wurden als Zusammendruck senkrecht untereinander ausgegeben: - Doppelflinte 147 S (1978)                                                                                          | 10   | 21. November          | 3.060.000  | Lothar Grünewald                   | 2377    |
|              | - Schnapphahngewehr (1780) | 20   | 21. November          | 3.060.000  | Lothar Grünewald                   | 2378    |
|              | - Bock-Doppelflinte 303 E (1978) | 25   | 21. November          | 3.060.000  | Lothar Grünewald                   | 2379    |
|              | - Perkussionsbüchse (1850) | 35   | 21. November          | 3.060.000  | Lothar Grünewald                   | 2380    |
|              | - Drilling 30 (1978) | 70   | 21. November          | 3.060.000  | Lothar Grünewald                   | 2381    |
|              | Märchen (XIII): Rapunzel Diese und die folgenden fünf Marken wurden zusammen als Kleinbogen ausgegeben: Märchen der Gebrüder Grimm - Szene aus dem Märchen                                                       | 10   | 21. November          | 2.000.000  | Paul Rosié                         | 2382    |
|              | - Szene aus dem Märchen | 15   | 21. November          | 2.000.000  | Paul Rosié                         | 2383    |
|              | - Szene aus dem Märchen | 20   | 21. November          | 2.000.000  | Paul Rosié                         | 2384    |
|              | - Szene aus dem Märchen | 25   | 21. November          | 2.000.000  | Paul Rosié                         | 2385    |
|              | - Szene aus dem Märchen | 35   | 21. November          | 2.000.000  | Paul Rosié                         | 2386    |
|              | - Szene aus dem Märchen | 50   | 21. November          | 2.000.000  | Paul Rosié                         | 2387    |

### Kleinbogen und Zusammendrucke

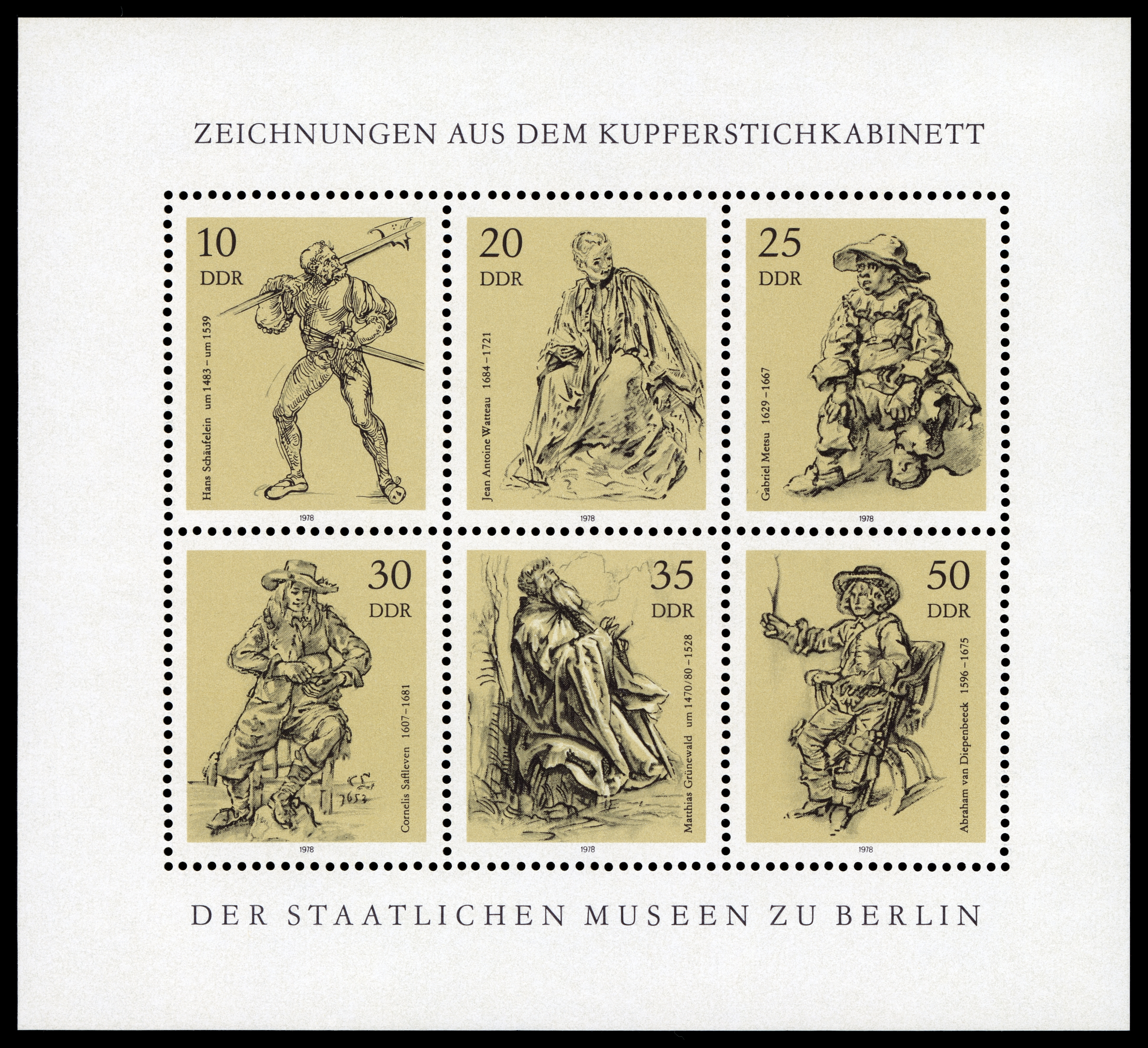
Kupferstichkabinett der Staatlichen Museen Berlin: Zeichnungen